# Daybreak (single)
Daybreak is een single van de Duitse band The Gloomys uit 1967. Het nummer werd geschreven door Ralph Siegel en Michael Kunze. Siegel was ook de producent.
Op de B-kant verscheen het nummer Calling mayfair 5-0-16. De single kwam ook uit in Denemarken, Italië en het Verenigd Koninkrijk. In het laatste geval kwam Queen and king op de B-kant. Het nummer Daybreak werd in 1968 gecoverd door The Cats die het op hun tweede album plaatsten.
In het lied verhaalt de zanger over de eenzame tijd die hij achter zich heeft, omdat hij zijn liefde nu heeft gevonden. Hij staat aan het begin van een nieuwe dag en hij ziet zonneschijn. De lente breekt aan.